# Kilianskirche (Mundelsheim)

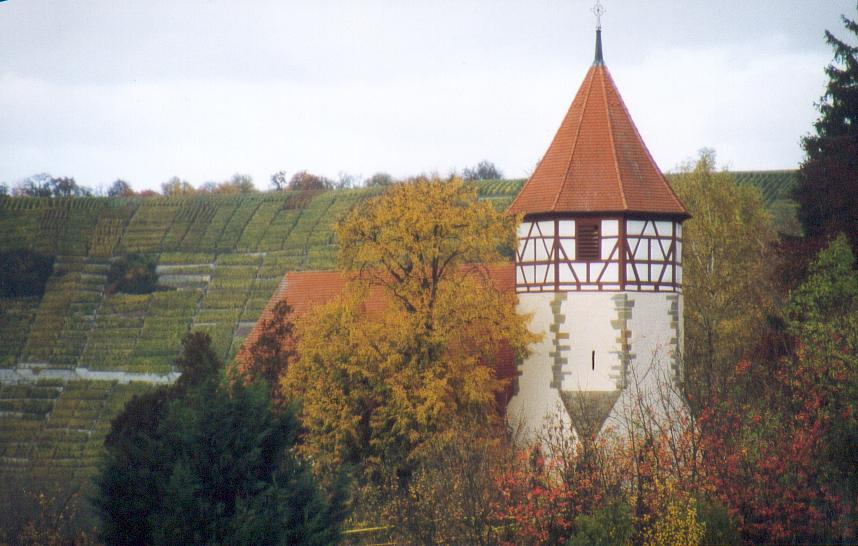
Kilianskirche in Mundelsheim

Die Kilianskirche ist eine der beiden evangelischen Kirchen in Mundelsheim im Landkreis Ludwigsburg.
Sie befindet sich auf dem Friedhof der Gemeinde an der Ecke Kirchhofgasse und Kilianstraße.

## Geschichte

### 8.–15. Jahrhundert
Die Kilianskirche wurde wahrscheinlich zwischen 742/752 und 811 erbaut, als Mundelsheim kurzzeitig dem damals neu gegründeten Bistum Würzburg angehörte, dessen Schutzpatron der Heilige Kilian ist.
Im Jahr 1016 wird sie in einer Schenkung an das Stift Oberstenfeld erstmals urkundlich erwähnt, und zwar als „Kilian zu Mundelsheim und Tiefenbach“. Der Name Tiefenbach bezeichnet vermutlich einen inzwischen untergegangenen Ort südlich von Mundelsheim.
1440 wurde Mundelsheim durch ein Heer der Reichsstädte erobert, und der Ort und die Kilianskirche wurden zerstört.
Um 1451/52–1455 ließ Anna von Venningen die Kilianskirche als Grablege für ihre Familie wieder aufbauen. Dabei blieb der Chorturm erhalten, das Kirchenschiff wurde in vergrößerter Form neu aufgebaut.
Vermutlich in den späten 1480er Jahren ließen ihre Söhne Konrad von Ahelfingen und Wilhelm von Urbach die Kirche umfangreich mit spätgotischen Fresken ausmalen.

### 16. Jahrhundert bis heute
Im Zuge der Reformation wurden die Fresken in der Kilianskirche übertüncht und gerieten so in Vergessenheit.
Nachdem Mundelsheim 1595 aus badischem Besitz an Württemberg überging, wurde die Nikolauskapelle im Ortskern zur Nikolauskirche ausgebaut und als Pfarrkirche genutzt.
Infolgedessen wurde die Kilianskirche nur noch als Grab- und Friedhofskirche genutzt, und die Kirche drohte zu verfallen. So musste 1612 am Turm der gesamte Fachwerkteil ersetzt werden.
1662 drohte ein Riss den gesamten Turm zu sprengen, und er musste mit Ketten zusammengehalten werden. Im 18. Jahrhundert war die gesamte Kirche durch Witterungseinflüsse ca. 30 Jahre lang unbenützbar. So kam es immer wieder zu Diskussionen um den Abriss der Kirche.
Erst 1752/53 wurden in einer umfangreichen Renovierung Decke, Gestühl, Kanzel und Fenster erneuert, die Sakristei wurde abgebrochen. Zwei ursprünglich vorhandene Ziborienaltäre wurden entfernt und ihre Pfeiler als Stützen einer neu erbauten Empore auf der Westseite verwendet. Nach dem staatlichen Entzug des Kirchengutes drohte 1813 und 1865 erneut der Abbruch der Kirche, den die Gemeinde und ihr Pfarrer jedoch abwenden konnten. Trotzdem blieb der Zustand der Kirche so schlecht, dass sie vor 1892 nur noch für die Aufbewahrung von Geräten verwendet wurde.
Eine umfassende Renovierung 1892–95 wurde schließlich vom württembergischen König Wilhelm II., dem Staat Württemberg, dem christlichen Kunstverein und aus privaten Spenden finanziert, wobei ein Teil der Fresken entdeckt und restauriert wurden. Im Stil der Neugotik wurden die Fenstermaßwerke durch ein neues, gotisiertes ersetzt.
Von 1946 bis 1984 wurde die Kilianskirche von der nach dem Krieg neu entstandenen römisch-katholischen Kirchengemeinde genutzt. Dafür wurde 1950 an Stelle der alten Sakristei eine neue angebaut.
1966/67 wurde die Kanzel aus dem Chorbogen an die Langhausostwand versetzt.
Eine weitere umfassende Sanierung, in deren Rahmen auch die Kanzel auf die Südseite der Ostwand versetzt wurde, um Platz für eine Orgel zu schaffen, wurde 1971–1974 durchgeführt.
Im Mai 2011 wurde festgestellt, dass eine weitere Renovierung dringend erforderlich war: Durch Schäden an den Tragwerken von Turm und Langhaus waren Risse in der westlichen Chorwand und im Chorgewölbe entstanden, die den Bestand der Fresken im Chor gefährdeten. Ab März 2014 wurden Chormauerwerk, Turmdach und Langhausdach saniert, ebenso die Wandmalereien in Chor und Schiff. Zusätzlich wurden das Westportal erneuert und Sandsteine an der Außenfassade ersetzt. Eine neue Fußbodenheizung und neue Elektro- und Beleuchtungstechnik wurden installiert. Nach zweijähriger Sanierung konnte die Kilianskirche am Sonntag, dem 13. März 2016 mit einem Festgottesdienst wieder eingeweiht werden. Die evangelische Kirchengemeinde Mundelsheim wurde bei der Renovierung von der Deutschen Stiftung Denkmalschutz, dem Landesdenkmalamt und der Gemeinde Mundelsheim unterstützt.

## Beschreibung

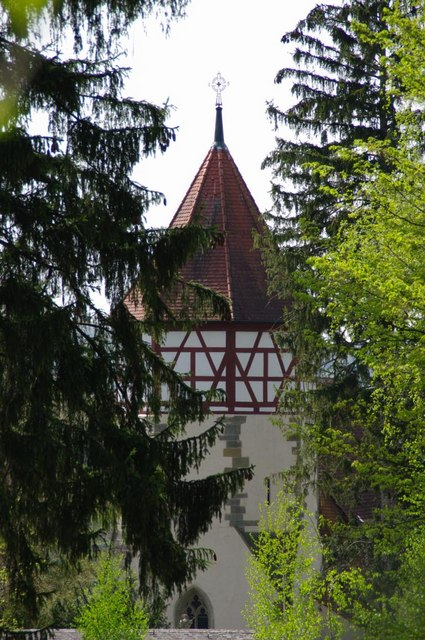
Turm

Die Kirche steht auf dem Friedhof der Gemeinde Mundelsheim, auf einer Anhöhe in Ost-West-Richtung gelegen. Die Anhöhe fällt nach Süden zum Tal des Seebachs ab, nach Westen hin zum Neckar.

### Ausstattung
Glocken

Die ursprünglichen zwei Glocken wurden 1693 im Pfälzischen Erbfolgekrieg von französischen Soldaten geraubt.
1896 wurde eine Glocke aus der Nikolauskirche in die Kilianskirche überführt. Nachdem auch diese Glocke durch Kriegseinwirkung im Ersten Weltkrieg verloren gegangen war, wurde sie durch eine um 1920 gegossene Gussstahlglocke ersetzt.
Die Stahlglocke wurde 1978 gegen die heute noch vorhandene Bronzeglocke mit dem Schlagton e’’- 6 ausgetauscht.
Grabmäler
In Langhaus und Chor finden sich mehrere Grabmäler. Das älteste ist das Grabmal der Kirchenstifterin Anna von Venningen (1469) an der Ostwand des Langhauses.
Daneben sind einige Grabplatten der badischen Amtleute erhalten, die Mundelsheim von 1513 bis 1595 verwalteten. Die am besten erhaltenen sind die des letzten Amtmannes Johann Wolff (Chor Ost), seiner Mutter Katharina Heygelin (Langhaus Nord) und seiner Frau Christina Bühel (Chor Nord). Sie werden dem Bildhauer Jakob Müller (1565–1611) zugeschrieben.
Orgel
Die kleine Orgel der Kilianskirche, die von Johann Victor Gruol dem Älteren (1766–1835) um 1800 ursprünglich für die evangelische Ottiliakirche in Hofen gebaut wurde, ist ein eingetragenes Kulturdenkmal.

Sie wurde der Kirchengemeinde in Hofen abgekauft, restauriert und im Rahmen der Renovierung von 1971 bis 1974 eingebaut.
Kruzifix
Das ursprüngliche Kruzifix der Kilianskirche (um 1400/1430) ist vollrund aus Lindenholz gearbeitet, seine Fassung entstand im 18. Jahrhundert. Heute ist es Bestandteil der Sammlung des Württembergischen Landesmuseums in Stuttgart.

### Wandmalereien
Die inhaltlichen Themen der Wandmalereien sind (neben der Darstellung der Kilianslegende) Tod – Sünde – Vergebung – Weltgericht, und somit durchaus passend für eine Friedhofskirche:
Chor

Gewölbe: Darstellungen der vier Evangelisten und von vier Kirchenvätern,

Nordwand: Hostienmühle,

Ost-, Süd- und Westwand: Kilianszyklus in 10 Bildern (davon 9 erhalten)
Triumphbogen

Gewände: Darstellung der klugen und törichten Jungfrauen aus dem gleichnamigen Gleichnis Jesu (Matthäus 25,1-23)
Langhaus

Südwand: Marienzyklus (nach dem Protoevangelium des Jakobus) und Weltgericht, über der Empore: heiliger Georg

Nordwand: Öffentliches Wirken Jesu und Passionszyklus

Ostwand links: Schmerzensmann und Schutzmantelmadonna, darunter heiliger Martin

Ostwand rechts: Marientod, darunter heiliger Valentin und heiliger Sebastian

Westwand unter der Empore: 10-Gebote-Zyklus (vgl. 2. Mose 20)

## Heutige Nutzung
Heute ist die Kilianskirche immer noch die Friedhofskirche der Evangelischen Kirchengemeinde Mundelsheim, in der die Trauerfeiern stattfinden.
An jedem ersten Sonntag im Monat wird der Gottesdienst in der Kilianskirche gefeiert. Daneben wird die Kilianskirche auch für Hochzeiten, Taufen, Jugendgottesdienste und Konzerte genutzt.